# Корневой
 Корневой  — поселок Никольского района Пензенской области. Входит в состав Ахматовского сельсовета.

## География
Находится в северо-восточной части Пензенской области на расстоянии приблизительно 5 км на северо-восток по прямой от районного центра города Никольск.

## История
Основан между 1911 и 1926 годами. В 1939 году — Коржевского сельсовета. В 1955 году — колхоз «Искра». В 2004 году — 3 хозяйства.

## Население
Численность населения: 135 человек (1926 год), 161 (1930), 137 (1959), 24 (1979), 7 (1989), 7 (1996). Население составляло 2 человека (русские 100 %) в 2002 году, 2 в 2010.